# (1460) Haltia
(1460) Haltia est un astéroïde de la ceinture principale.

## Description
(1460) Haltia est un astéroïde de la ceinture principale. Il fut découvert le 24 novembre 1937 à Turku par Yrjö Väisälä. Il présente une orbite caractérisée par un demi-grand axe de 2,54 UA, une excentricité de 0,19 et une inclinaison de 6,7° par rapport à l'écliptique.

## Compléments